# Opasdk
Investmoney Securitizadora S.A. é uma empresa brasileira de serviços financeiros com sede em Curitiba, Paraná. Criada em 2015, trabalha no setor de securitização de recebíveis e em operações ligadas a crédito e cobrança.

## História
A companhia foi registrada em 2015 com foco inicial no segmento de saúde privada. Desde então, passou a estruturar operações de crédito para clínicas odontológicas e de estética em diferentes cidades do país.

## Atuação
A Investmoney atua como intermediária entre prestadores de serviços e clientes. Suas operações incluem a antecipação de recebíveis e formas de parcelamento de pagamentos voltadas a estabelecimentos da área da saúde.